# Брюс, Эйлин Аделаида
Эйлин Аделаида Брюс (англ. Eileen Adelaide Bruce, 1905 — 1955) — британский ботаник. 

## Биография
Эйлин Аделаида Брюс родилась в 1905 году.
Брюс работала ассистентом и куратором Королевских ботанических садов Кью.
Она занималась также изучением флоры Африки. Брюс проводила исследования в Южно-Африканской Республике с 1946 по 1952 год.
Эйлин Аделаида Брюс умерла в 1955 году.

## Научная деятельность
Эйлин Аделаида Брюс специализировалась на семенных растениях.

## Почести
В её честь были названы следующие виды растений: Brachystelma bruceae R.A.Dyer, Kniphofia bruceae (Codd) Codd и Vernonia bruceae C.Jeffrey.